# Прибеагу (Браила)
Прибеагу (рум. Pribeagu) насеље је у Румунији у округу Браила у општини Рошиори. Oпштина се налази на надморској висини од 51 m.

## Становништво
Према подацима из 2002. године у насељу је живело 124 становника, од којих су сви румунске националности.